# Kalcijum u biologiji
Kalcijum (Ca2+) igra ključnu ulogu u fiziologiji i biohemiji organizma i ćelije. On igra važnu ulogu u putevima prenosa signala, gde deluje kao sekundarni glasnik, u oslobađanju neurotransmitera iz neurona, kontrakciji svih tipova mišićnih ćelija, i oplodnji. Mnogim enzimima su neohodni joni kalcijuma kao kofaktori, npr. grupa enzima iz kaskade zgrušavanja krvi. Ekstracelularni kalcijum je takođe važan za održavanje razlike potencijala na pobudljivim ćelijskim membranama, kao i pravilno formiranje kostiju.
Kod sisara su nivoi kalcijuma strogo regulisani kostima, koje deluju kao glavno mesto skladištenja minerala. Joni kalcijuma, Ca2+, se oslobađaju iz kostiju u krvotok pod kontrolisanim uslovima. Kalcijum se transportuju krvotokom rastvoren (u jonizovanom obliku), ili vezan za proteine kao što je albumin seruma. Paratiroidni hormon, koji izlučuje paraštitna žlezda, reguliše resorpciju 2+ iz kostiju, reapsorpciju u bubrezima nazad u cirkulaciju, i povišava aktivaciju vitamina D3 u kalcitriol. Kalcitriol, aktivna forma vitamina D3, promoviše apsorpciju kalcijuma kroz creva i mobilizaciju jona kalcijuma iz koštane mase. Kalcitonin izlučen iz parafolikularnih ćelija štitaste žlezde takođe utiče na nivoe kalcijuma suprotstavljajući se dejstvu paratiroidnog hormona, međutim, njegov fiziološki značaj kod čoveka nije potpuno razjašnjen.

## Literatura
- Boron, Walter F.; Boulpaep, Emile L (2003). „The Parathyroid Glands and Vitamin D”. Medical Physiology: A Cellular And Molecular Approach. Elsevier/Saunders. стр. 1094.  1-4160-2328-3.

## Spoljašnje veze
- Sadržaj kalcijuma u hrani
- Kalcijum i vitamin D.